# كاروتول
كاروتول هو مركب عضوي ثنائي الحلقة من مركبات سيسكويتربين الطبيعية، له الصيغة الكيميائية C15H26O؛ كما ينتمي أيضاً إلى مجموعة الكحولات.

## الوفرة الطبيعية
يوجد الكاروتول كأحد المكونات الطبيعية في الزيت العطري المستخلص من زيت بذر الجزر؛ حيث يشكل حوالي 40% من تركيبته.

## الاصطناع الحيوي
تتم عملية الاصطناع الحيوي انطلاقاً من مركب بيروفوسفات الفارنيسيل (FPP) وفق الآلية المرفقة المقترحة:

## الخواص
اكتشف المركب لأول مرة سنة 1925؛ ومن المعتقد أنه يلعب دوراً في تآثرات التضاد البيوكيميائي وذلك بالقيام بدور مبيد آفات طبيعي ضد الفطريات والحشرات والأعشاب الضارة.